# Flyghavre
Flyghavre (Avena fatua, synonym: Avena hybrida Peterm.) är ett sommarannuellt gräs som är nära släkt med vanlig odlad havre. Flyghavre räknas som ett ogräs då axen faller till marken vid skörd.

## Beskrivning
Hos flyghavre kommer de unga bladen fram rullade och har otydliga eller inga bladlister. Bladkanterna är håriga och sträva. Snärpet kan vara upp till 5 mm långt. Bladöron saknas. Den fullvuxna plantan blir mellan 40 och 120 cm hög och kan ha upp till 6 strån. Vippan är tät med långa grenar. Småaxen består av två eller tre blommor som har ett böjt, långt borst. Färgen på fröet kan variera från mörkbrunt till gult eller grått och hos vissa typer av flyghavre är fröna håriga.
Man kan skilja en ung flyghavreplanta från havre genom att titta efter behåring på bladens kanter och bladslidor då havre saknar dessa.

## Biologi
Flyghavre är ett sommarannuellt ogräs, gror på våren, men enstaka frön kan även gro under sommaren och hösten. Arten kan endast föröka sig med frön som vanligtvis överlever 3-5 år i marken. Frön som hamnar djupt och inte störs kan leva ännu längre.
Flyghavre finns i hela Europa, delar av Asien och norra Nordamerika. Den finns även på enstaka ställen i norra Afrika. I Sverige förekommer flyghavre främst i Götaland och Svealand, på åkermark och ruderatmarker. 

## Bekämpning i Sverige
Flyghavre är ett besvärligt ogräs i växtodlingar, de ska enligt svensk lag hållas fria från axat flyghavre. Det får inte heller spridas via till exempel transport, utsäde eller foder. Det är bland annat på grund av detta krav som alla spannmålstransporter ska vara täckta. Regler finns i lagen (1970:299) om skydd mot flyghavre.
Det vanligaste sättet att hålla efter flyghavren i småskalig odling är att gå genom alla åkrar och för hand plocka plantor. Denna åtgärd utförs i Mellansverige ofta i slutet på juli.
I större odlingar kan flyghavren bekämpas i hackrensade grödor eller med falsk såbädd. Det går också att bekämpa flyghavre kemiskt med herbicider, förutsatt att den inte har hunnit skjuta strå.

## Förebyggande åtgärder
Genom förebyggande åtgärder kan man undvika att få in flyghavre i sina fält, eller begränsa populationen.  Det är framförallt viktigt att köpa certifierat utsäde för att undvika att ogräsfrön sås in av misstag. Man bör även kontrollera sina fält flera gånger under säsongen för att tidigt kunna upptäcka och bekämpa ogräset. Maskiner samt förvaringsutrymmen ska rengöras från jord och växtrester för att minska risken för spridning av eventuella frön.
Det är fördelaktigt att ha en varierad växtföljd med inslag av vall och höstsådda grödor då flyghavren missgynnas av dessa. Vallens täta bestånd konkurrerar med flyghavren och många avslagningar hindrar den från att sätta frö. Höstsådda grödor är väletablerade på våren när flyghavren gror och har en god förmåga att konkurrera med den. Plantor av frön som gror på hösten fryser ihjäl under vintern. 

## Etymologi
Det latinska adjektivet fatua, "löjlig", i Avena fatua, av fatuus som det heter när det inte är böjt, syftar på att flyghavret är värdelöst, med anledning dels av att kornet spontant faller ur och blir till spillsäd vid försök till skörd, och dels av att flyghavret inte duger som kreatursfoder.

## Utbredningskartor
Från Den virtuella floran:
- Norden,
- Norra halvklotet,

## Bygdemål
| Namn      | Trakt         | Förklaring                        | Ref.  |
| --------- | ------------- | --------------------------------- | ----- |
| Vildhavre |               | Rikssvenska                       |       |
| Ager      | Östra Dalarna |                                   | [ 4 ] |
| Flughagrä | Gotland       |                                   | [ 5 ] |
| Liotagar  | Östra Dalarna |                                   | [ 5 ] |
| Ljotagar  | Östra Dalarna | Ljot betyder ful, stygg på dalmål | [ 5 ] |